# جوني أورتيز
جوني أورتيز (بالإنجليزية: Johnny O)‏ هو مغني أمريكي، ولد في 27 أغسطس 1971 في بروكلين في الولايات المتحدة.

## وصلات خارجية
- جوني أورتيز على موقع ميوزك برينز (الإنجليزية)
- جوني أورتيز على موقع أول ميوزيك (الإنجليزية)
- جوني أورتيز على موقع ديسكوغز (الإنجليزية)